# Hohentengen am Hochrhein
Hohentengen am Hochrhein település Németországban, azon belül Baden-Württembergben. Lakosainak száma 4001 fő (2023. december 31.).

## Népesség
A település népessége az elmúlt években az alábbi módon változott:
| Lakosok száma | 2299 | 2602 | 2805 | 2838 | 2784 | 3196 | 3299 | 3651 | 3709 | 4001 |
|               | 1961 | 1967 | 1974 | 1980 | 1987 | 1993 | 2000 | 2006 | 2013 | 2023 |